# Journal of Glaciology
Il Journal of Glaciology è una pubblicazione scientifica annuale a revisione paritaria incentrata sulla glaciologia. Fondato nel 1947 dalla International Glaciological Society (IGS), di cui è la rivista ufficiale, il Journal of Glaciology è pubblicato dalla Cambridge University Press dal 1º gennaio 2016, anno in cui è diventato ad accesso aperto.

La rivista pubblica articoli inerenti ogni aspetto della glaciologia, riguardanti ghiaccio o neve naturali, artificiali ed extraterrestri da ogni punto di vista: dalle loro interazioni con l'ambiente atmosferico, oceanico e subglaciale, alla loro dinamica nei ghiacciai e nelle calotte glaciali; dalle loro proprietà fisiche e chimiche, alle loro interazioni con gli ecosistemi di cui fanno parte, superficiali o subglaciali, ed altro ancora.
Indicizzato, tra gli altri, da ISI Web of Science, il Journal of Glaciology, che nel 2022 aveva un fattore di impatto pari a 3,4, è disponibile sia in versione cartacea che digitale e, come detto, è pubblicato dal 2016 con accesso aperto.
Al 2024, tutti gli articoli sono pubblicati come Gold Open Access sotto una licenza Creative Commons previo il pagamento di una somma, atta a coprire le spese di revisione degli stessi, che varia di circa il 10% a seconda dell'appartenenza o meno degli autori all'IGS.